# Ajoncourt
Ajoncourt (în germană Analdshofen) este o comună în departamentul Moselle, regiunea Grand Est, din nord-estul Franței.